# Spin valve

Ein schematisches Diagramm eines sog. Spin valve. Die Freie Lage (Free Layer) besteht aus weichmagnetischem Material, während die sog. Fixierte Lage (Fixed Layer) hartmagnetisch ist. Wenn die magnetischen Lagen antiparallel orientiert sind, ist der elektrische Widerstand des Gesamtsystems höher als wenn sie parallel sind (high resistance state versus low resistance state)

Ein spin valve (deutsch: „Spin-Ventil“) ist eine technische Vorrichtung, die unter anderem zur Messung und Erzeugung schwacher Ströme eingesetzt wird. Sie beruht auf dem sog. GMR-Effekt, für den Albert Fert und Peter Grünberg 2007 mit dem Nobelpreis ausgezeichnet wurden: Die Vorrichtung besteht aus einer Zusammenschaltung zweier (oder mehrerer) leitender magnetischer Materialien. Der elektrische Widerstand des Gesamtsystems (z. B. von unten nach oben) ändert sich in messbarer Größenordnung, wenn die relative Orientierung der Magnetisierung beider Schichten von antiparallel zu parallel geschaltet wird.
Die Ausdehnung der Systeme bewegt sich im mikroskopischen Bereich weniger Mikrometer (tausendstel Millimeter) oder weniger.

## Anwendungen
Spin valves werden in der Sensorik schwacher Magnetfelder und in der Computerindustrie in den sog. „Leseköpfen“ magnetischer Festplatten benutzt. Sie werden auch in MRAMs eingesetzt.